# 드멜자 레버리
드멜자 레버리(Demelza Reveley, 1991년 9월 19일 ~ )는 오스트레일리아의 모델이다. 《도전 슈퍼모델 오스트레일리아》(Australia's Next Top Model)의 4번째 우승자다.